# 沙卡拉 (米纳斯吉拉斯州)
沙卡拉（葡萄牙語：Chácara）是巴西米纳斯吉拉斯州的一个市镇。总面积152.874平方公里，总人口2613人，人口密度17.1人/平方公里。